# Zöblitz
Zöblitz este un oraș din landul Saxonia, Germania.